# Vini vidivici
Vini vidivici es una especie extinta de loro que se extinguió hace entre 700 – 1.300 años. Fue nombrada por David Steadman, haciendo un juego de palabras con la expresión latina "veni, vidi, vici". Su área de distribución geográfica abarcaba desde las islas Cook a las  islas de la Sociedad y las islas Marquesas. Fue la especie de mayor tamaño del género Vini.
Fue descubierto en una capa de estratos arqueológicos del año 1000 y no se registra tras el año 1200.